# Balázs Dénes
Balázs Dénes (ur. w 1957) – węgierski szermierz, brązowy medalista mistrzostw świata.
Podczas mistrzostw świata w Clermont-Ferrand w 1981 roku Węgrzy w składzie: Ernő Kolczonay, Balázs Dénes, Zoltán Székely i László Pető zdobyli brązowy medal w zawodach drużynowych. Był to jedyny medal wywalczony przez Dénesa w zawodach tego cyklu.
Nigdy nie wziął udziału w igrzyskach olimpijskich.